# ユカ・コン・モホ
ユカ・コン・モホ（スペイン語: yuca con mojo）は、キューバの伝統的な副食。
キャッサバ芋をニンニクとレモンで炒めた、あるいは煮込んだものにモホと呼ばれるソースをかけた料理である。
見た目は日本の大学芋にも似ており、適度な甘みがあることから日本人にも人気がある。